# أنتال ناجي
أنتال ناجي (بالمجرية: Nagy Antal)‏ (مواليد 17 أكتوبر 1956) هو لاعب كرة قدم. يلعب مع منتخب المجر لكرة القدم. سبق له أن لعب في كأس العالم لكرة القدم مع منتخب بلاده.

## روابط خارجية
- أنتال ناجي على موقع الاتحاد الدولي (مؤرشف)  (الإنجليزية)
- أنتال ناجي على موقع قاعدة بيانات كرة القدم.إي يو (الإنجليزية)
- أنتال ناجي على موقع ناشيونال فوتبول تيمز (الإنجليزية)
- أنتال ناجي على موقع عالم كرة القدم.نت (الإنجليزية)